# Andrew Bell
Andrew Bell (St Andrews, 27 marzo 1753 – Cheltenham, 27 gennaio 1832) è stato un prete anglicano scozzese e pedagogo, che diffuse il Sistema di Educazione di Madras (Madras System of Education), conosciuta anche come "mutuo insegnamento" nelle scuole, e fondò il Madras College, una scuola secondaria a St. Andrews.

## Vita e lavoro
Frequentò l'Università di St. Andrews dove conseguì grandi risultati in matematica e filosofia naturale, laureandosi nel 1774. Nel 1774 andò in Virginia come precettore privato e rimase lì fino al 1781 quando dovette scappare per non essere coinvolto nella Guerra d'indipendenza americana. Tornò quindi in Bretagna, sopravvivendo ad un naufragio sulla via del ritorno, e fu ordinato diacono nel 1784, e prete della Chiesa d'Inghilterra nel 1785.
Nel febbraio del 1787 si recò in India, a Madras, dove rimase per dieci anni. Egli divenne cappellano di alcuni reggimenti britannici ai quali dette delle lezioni di lettura. Nel 1789 fu nominato sovrintendente di un orfanotrofio. Vedendo alcuni bambini sulle spiagge del Malabar insegnare agli altri l'alfabeto disegnando le lettere sulla sabbia, decise di assumere un metodo simile mettendo i ragazzi più dotati in aiuto di quelli meno brillanti. Inoltre sostituì le punizioni corporali con un sistema di premi. Questo sistema produsse risultati impressionanti.
Nel 1796 tornò in Scozia per motivi di salute e pubblicò un libro sul suo metodo. Un altro pedagogo, Joseph Lancaster, fu promotore di un sistema simile ma non identico al suo, e le differenze contribuirono a creare una grande disputa. Bell fu supportato dalla chiesa poiché Lancaster non vi apparteneva, e fino alla sua morte circa 12.000 scuole adottarono il suo metodo in tutto l'impero britannico.
Si ritirò a Cheltenham all'età di 75 anni e morì tre anni dopo il 27 gennaio 1832. Tuttavia il suo sistema non sopravvisse per molto tempo dopo la sua morte perché aveva bisogno di attaccamento ed entusiasmo da parte del supervisore e piccole classi.